# Paracomeron aurivilliusi
Paracomeron aurivilliusi är en skalbaggsart som beskrevs av Heller 1913. Paracomeron aurivilliusi ingår i släktet Paracomeron och familjen långhorningar. Inga underarter finns listade i Catalogue of Life.